# Argia bicellulata
Argia bicellulata е вид водно конче от семейство Coenagrionidae.

## Разпространение
Видът е разпространен в Бразилия.